# Chantel McGregor
Chantel McGregor (Bradford, 12 marzo 1986) è una cantautrice e chitarrista britannica.

## Biografia
L'album di debutto di Chantel McGregor, Like No Other, è stato pubblicato nel 2015, seguito da Lose Control quattro anni più tardi. Nel 2019 è uscito l'album dal vivo Bury'd Alive, definito da Guitar World come l'undicesimo miglior disco del decennio accompagnato da una chitarra. Tra il 2011 e il 2014 la cantante ha vinto cinque premi ai British Blues Awards. Dal maggio 2020 conduce il suo show Chantel's Monday Brunch Club sulla stazione radiofonica Hard Rock Hell Radio.

## Discografia

### Album in studio
- 2011 – Like No Other
- 2010 – Lose Control

### Album dal vivo
- 2012 – Bury'd Alive